# نواز شریف
میان‌محمد نواز شریف نخست‌وزیر اسبق پاکستان و رهبر دومین حزب سیاسی بزرگ این کشور در ۲۵ دسامبر سال ۱۹۴۹ در شهر لاهور مرکز ایالت پنجاب پاکستان به دنیا آمد.
نواز شریف در دوره‌ای نخست‌وزیر پاکستان بود که توسط پرویز مشرف در تاریخ ۱۲ اکتبر ۱۹۹۹ برکنار شد.
نواز شریف در انتخابات ماه مه ۲۰۱۳ پاکستان دوباره به قدرت بازگشت و در ۲۸ ژوئیه ۲۰۱۷ بر اثر اتهامات مالی برای بار دیگر از قدرت عزل شد.
در ۶ ژوئیه ۲۰۱۸ نواز شریف به علت سوء استفاده مالی به ده سال زندان محکوم شد و دختر و دامادش نیز به ۷ سال زندان محکوم شدند.

## سلب صلاحیت
در پی اتهام فساد مالی بر اساس اسناد پاناما و تحقیقات انجام شده، دیوان عالی پاکستان در ژوئیه ۲۰۱۷ از نواز شریف به عنوان نخست‌وزیر این کشور سلب صلاحیت کرد و به برکناری وی رای داد. پس از صدور حکم دیوان عالی پاکستان، نواز شریف در تاریخ ۲۸ ژوئیه از سمت خود استعفا داد.
این سومین دوره نخست‌وزیری وی بود و یک سال تا پایان دوره پنج ساله او در این سمت باقی مانده بود.

## اسناد پاناما
بر اساس اسناد منتشر شده پاناما، نواز شریف و خانواده وی در معاملات چند شرکت ثبت شده در خارج از پاکستان مشارکت داشته و دارای حساب‌هایی در خارج از پاکستان بودند.